# OSSI 1
OSSI 1 (Open Source Satellite Initiative) war ein südkoreanischer Amateurfunksatellit.
Der Satellit wurde am 19. April 2013 um 10:00 UTC von Baikonur aus zusammen mit dem Biosatelliten Bion-M1 und den fünf Kleinsatelliten AIST 2, Beesat-2, Beesat-3, Dove-2 und SOMP mit einer Sojus-2.1a-Rakete gestartet. Seine COSPAR-Bezeichnung ist 2013-015B.

## Aufbau und Nutzlast

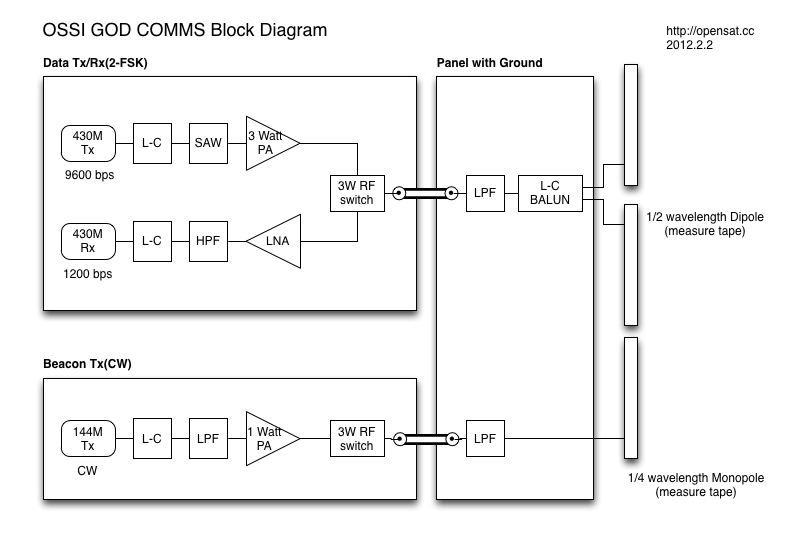
Blockdiagramm der Funkanlage

Bei OSSI 1 handelte es sich um einen Cubesat der Größe 1U.
Der Satellit hatte eine Funkbake im 2-Meter-Band (145,980 MHz) und AX.25-Kommunikation im 70-Zentimeter-Band (437,525 MHz). Er sollte die von Funkamateuren gesendeten Signale mit Leuchtdioden im Morsecode zur Erde blinken. Ein solches Experiment wurde bereits mit dem japanischen Satelliten FITSAT-1 realisiert.